# Temporada 2016 del Campeonato Europeo de Fórmula 3 de la FIA
La temporada 2016 del Campeonato Europeo de Fórmula 3 de la FIA fue la quinta edición de dicho torneo. Felix Rosenqvist fue el piloto defensor del título de pilotos, y Prema Powerteam el defensor del título de equipos.
Comenzó en Francia a principios de abril, y finalizó en Alemania en octubre. El canadiense Lance Stroll ganó el Campeonato de Pilotos, Joel Eriksson el Campeonato de Novatos y Prema el Campeonato de Equipos.

## Equipos y pilotos
Los pilotos y equipos fueron los siguientes:
| Equipo                      | Motor      | N.º | Pilotos             | Estado | Rondas |
| --------------------------- | ---------- | --- | ------------------- | ------ | ------ |
| Prema Powerteam             | Mercedes   | 1   | Lance Stroll        |        | Todas  |
| Prema Powerteam             | Mercedes   | 2   | Nick Cassidy        |        | Todas  |
| Prema Powerteam             | Mercedes   | 16  | Ralf Aron           | N      | Todas  |
| Prema Powerteam             | Mercedes   | 17  | Maximilian Günther  |        | Todas  |
| Carlin                      | Volkswagen | 3   | Ryan Tveter         |        | 1–7    |
| Carlin                      | Volkswagen | 3   | Daniel Ticktum      | N I    | 10     |
| Carlin                      | Volkswagen | 4   | Alessio Lorandi     |        | 1–7    |
| Carlin                      | Volkswagen | 4   | Lando Norris        | N I    | 10     |
| Carlin                      | Volkswagen | 18  | Zhi Cong Li         |        | 1–4    |
| Carlin                      | Volkswagen | 18  | William Buller      |        | 5      |
| Carlin                      | Volkswagen | 18  | Jake Hughes         |        | 10     |
| Carlin                      | Volkswagen | 19  | Raoul Hyman         |        | 1      |
| Carlin                      | Volkswagen | 19  | Weiron Tan          |        | 4, 6–7 |
| Van Amersfoort Racing       | Mercedes   | 5   | Pedro Piquet        |        | Todas  |
| Van Amersfoort Racing       | Mercedes   | 6   | Callum Ilott        |        | Todas  |
| Van Amersfoort Racing       | Mercedes   | 20  | Harrison Newey      | N      | Todas  |
| Van Amersfoort Racing       | Mercedes   | 21  | Anthoine Hubert     | N      | Todas  |
| kfzteile24 Mücke Motorsport | Mercedes   | 7   | Mikkel Jensen       |        | Todas  |
| kfzteile24 Mücke Motorsport | Mercedes   | 8   | David Beckmann      | N      | 3–10   |
| Motopark                    | Volkswagen | 9   | Sérgio Sette Câmara |        | Todas  |
| Motopark                    | Volkswagen | 10  | Niko Kari           | N      | Todas  |
| Motopark                    | Volkswagen | 22  | Joel Eriksson       | N      | Todas  |
| Motopark                    | Volkswagen | 23  | Guanyu Zhou         | N      | Todas  |
| HitechGP                    | Mercedes   | 11  | Nikita Mazepin      | N      | Todas  |
| HitechGP                    | Mercedes   | 12  | George Russell      |        | Todas  |
| HitechGP                    | Mercedes   | 24  | Ben Barnicoat       | N      | Todas  |
| HitechGP                    | Mercedes   | 25  | Alexander Sims      | I      | 10     |
| Threebond with T-Sport      | NBE        | 14  | Arjun Maini         |        | 2–4    |
| Threebond with T-Sport      | NBE        | 14  | Wing Chung Chang    |        | 9–10   |
| Threebond with T-Sport      | Threebond  | 15  | Arjun Maini         |        | 1      |
| Threebond with T-Sport      | Threebond  | 15  | Ukyo Sasahara       | N      | 7, 9   |

 N  Participó en el Campeonato de Novatos.
I Piloto invitado, que no sumó puntos.

## Calendario
El calendario provisional fue anunciado en principios de diciembre de 2015. Finalmente estuvo formado por 30 carreras en 10 rondas.
| N.º | Circuito                             | Fecha               | Categoría principal                               |
| --- | ------------------------------------ | ------------------- | ------------------------------------------------- |
| 1   | Circuito Paul Ricard, Le Castellet   | 2-3 de abril        | Campeonato Mundial de Turismos                    |
| 2   | Hungaroring, Mogyoród                | 23-24 de abril      | Campeonato Mundial de Turismos                    |
| 3   | Circuito de Pau-Ville, Pau           | 14-15 de mayo       | Gran Premio de Pau                                |
| 4   | Red Bull Ring, Spielberg             | 21-22 de mayo       | Deutsche Tourenwagen Masters                      |
| 5   | Norisring, Núremberg                 | 25-26 de junio      | Deutsche Tourenwagen Masters                      |
| 6   | Circuito de Zandvoort, Zandvoort     | 16-17 de julio      | Deutsche Tourenwagen Masters                      |
| 7   | Circuito de Spa-Francorchamps, Spa   | 29-30 de julio      | 24 Horas de Spa Blancpain GT Series Endurance Cup |
| 8   | Nürburgring, Nürburg                 | 10-11 de septiembre | Deutsche Tourenwagen Masters                      |
| 9   | Autodromo Enzo e Dino Ferrari, Imola | 1-2 de octubre      | Copa Europea de Turismos FFSA GT Championship     |
| 10  | Hockenheimring, Hockenheim           | 15-16 de octubre    | Deutsche Tourenwagen Masters                      |

## Resultados
| Ronda | Ronda | Circuito          | Pole Position      | Vuelta rápida       | Piloto ganador     | Equipo ganador        | Novato ganador  |
| ----- | ----- | ----------------- | ------------------ | ------------------- | ------------------ | --------------------- | --------------- |
| 1     | C1    | Paul Ricard       | Lance Stroll       | Lance Stroll        | Lance Stroll       | Prema Powerteam       | Ben Barnicoat   |
| 1     | C2    | Paul Ricard       | Maximilian Günther | Nick Cassidy        | Callum Ilott       | Van Amersfoort Racing | Guanyu Zhou     |
| 1     | C3    | Paul Ricard       | Maximilian Günther | Joel Eriksson       | Maximilian Günther | Prema Powerteam       | Joel Eriksson   |
| 2     | C1    | Hungaroring       | Maximilian Günther | Joel Eriksson       | Ralf Aron          | Prema Powerteam       | Ralf Aron       |
| 2     | C2    | Hungaroring       | Maximilian Günther | Maximilian Günther  | Maximilian Günther | Prema Powerteam       | Ralf Aron       |
| 2     | C3    | Hungaroring       | Maximilian Günther | Lance Stroll        | Ben Barnicoat      | HitechGP              | Ben Barnicoat   |
| 3     | C1    | Pau               | Lance Stroll       | Callum Ilott        | Ben Barnicoat      | HitechGP              | Ben Barnicoat   |
| 3     | C2    | Pau               | George Russell     | George Russell      | George Russell     | HitechGP              | Ben Barnicoat   |
| 3     | C3    | Pau               | Alessio Lorandi    | Anthoine Hubert     | Alessio Lorandi    | Carlin                | Joel Eriksson   |
| 4     | C1    | Spielberg         | Callum Ilott       | Callum Ilott        | Callum Ilott       | Van Amersfoort Racing | David Beckmann  |
| 4     | C2    | Spielberg         | Lance Stroll       | Sérgio Sette Câmara | Lance Stroll       | Prema Powerteam       | Niko Kari       |
| 4     | C3    | Spielberg         | Lance Stroll       | Lance Stroll        | Lance Stroll       | Prema Powerteam       | Ben Barnicoat   |
| 5     | C1    | Norisring         | Lance Stroll       | Callum Ilott        | Lance Stroll       | Prema Powerteam       | Niko Kari       |
| 5     | C2    | Norisring         | Anthoine Hubert    | Lance Stroll        | Anthoine Hubert    | Van Amersfoort Racing | Anthoine Hubert |
| 5     | C3    | Norisring         | Lance Stroll       | Alessio Lorandi     | Lance Stroll       | Prema Powerteam       | Anthoine Hubert |
| 6     | C1    | Zandvoort         | Nick Cassidy       | Lance Stroll        | Lance Stroll       | Prema Powerteam       | Niko Kari       |
| 6     | C2    | Zandvoort         | Callum Ilott       | Maximilian Günther  | Nick Cassidy       | Prema Powerteam       | Anthoine Hubert |
| 6     | C3    | Zandvoort         | Maximilian Günther | Lance Stroll        | Maximilian Günther | Prema Powerteam       | David Beckmann  |
| 7     | C1    | Spa-Francorchamps | Lance Stroll       | Lance Stroll        | Lance Stroll       | Prema Powerteam       | Ben Barnicoat   |
| 7     | C2    | Spa-Francorchamps | George Russell     | George Russell      | George Russell     | HitechGP              | Joel Eriksson   |
| 7     | C1    | Spa-Francorchamps | George Russell     | George Russell      | Joel Eriksson      | Motopark              | Joel Eriksson   |
| 8     | C1    | Nürburgring       | Lance Stroll       | Lance Stroll        | Lance Stroll       | Prema Powerteam       | Ralf Aron       |
| 8     | C2    | Nürburgring       | Lance Stroll       | Maximilian Günther  | Lance Stroll       | Prema Powerteam       | Joel Eriksson   |
| 8     | C3    | Nürburgring       | Maximilian Günther | Maximilian Günther  | Maximilian Günther | Prema Powerteam       | Niko Kari       |
| 9     | C1    | Imola             | Lance Stroll       | Lance Stroll        | Niko Kari          | Motopark              | Niko Kari       |
| 9     | C2    | Imola             | Lance Stroll       | Lance Stroll        | Lance Stroll       | Prema Powerteam       | Joel Eriksson   |
| 9     | C3    | Imola             | Lance Stroll       | Lance Stroll        | Lance Stroll       | Prema Powerteam       | Ralf Aron       |
| 10    | C1    | Hockenheim        | Lance Stroll       | Lance Stroll        | Lance Stroll       | Prema Powerteam       | Ralf Aron       |
| 10    | C2    | Hockenheim        | Lance Stroll       | David Beckmann      | Lance Stroll       | Prema Powerteam       | Joel Eriksson   |
| 10    | C3    | Hockenheim        | Joel Eriksson      | Lance Stroll        | Lance Stroll       | Prema Powerteam       | Joel Eriksson   |

### Puntuaciones
| Posición | 1º | 2º | 3º | 4º | 5º | 6º | 7º | 8º | 9º | 10º |
| -------- | -- | -- | -- | -- | -- | -- | -- | -- | -- | --- |
| Puntos   | 25 | 18 | 15 | 12 | 10 | 8  | 6  | 4  | 2  | 1   |

### Campeonato de Pilotos
| 1                                | Lance Stroll        | 1   | Ret | 5   | 4   | 8   | 3   | 9   | 4   | 2   | 2   | 1   | 1   | 1   | 2   | 1   | 1  | Ret | Ret | 1   | Ret | 4   | 1  | 1   | 2  | 2   | 1   | 1   | 1   | 1   | 1   | 507 |
| 2                                | Maximilian Günther  | 5   | Ret | 1   | 5   | 1   | Ret | 3   | 14  | 13  | 3   | 6   | 3   | Ret | 3   | 5   | 4  | 2   | 1   | 2   | 7   | 6   | 2  | 2   | 1  | 12  | Ret | 12  | 2   | 8   | 9   | 320 |
| 3                                | George Russell      | 3   | 11  | 18  | Ret | 4   | Ret | 4   | 1   | 3   | 5   | 2   | Ret | 3   | 9   | Ret | 7  | 9   | 5   | 5   | 1   | 3   | 3  | Ret | 7  | 4   | 3   | 2   | 7   | 6   | Ret | 264 |
| 4                                | Nick Cassidy        | 2   | 2   | 2   | Ret | 16  | 9   | 2   | 16  | Ret | 6   | Ret | 10  | 6   | 4   | 6   | 2  | 1   | 2   | 4   | 17  | 5   | 4  | Ret | 5  | 10  | 7   | 8   | 3   | Ret | 4   | 254 |
| 5                                | Joel Eriksson       | 6   | 9   | 3   | 3   | Ret | 2   | 14  | 9   | 6   | 17  | 14  | 6   | Ret | 5   | Ret | 12 | 10  | 7   | 14  | 2   | 1   | 7  | 3   | 6  | 3   | 2   | 5   | 6   | 2   | 2   | 252 |
| 6                                | Callum Ilott        | 10  | 1   | 12  | Ret | 9   | 6   | 5   | 3   | 4   | 1   | 4   | 2   | Ret | 7   | 7   | 5  | 3   | 6   | 16  | 5   | Ret | 5  | 7   | 4  | 15  | Ret | 3   | Ret | DSQ | Ret | 226 |
| 7                                | Ralf Aron           | 7   | Ret | 7   | 1   | 2   | DNS | 13  | 6   | 15  | 9   | 12  | 9   | 4   | 10  | 9   | 14 | 6   | 8   | 8   | 14  | 13  | 6  | 4   | 14 | 7   | 4   | 4   | 4   | 5   | 8   | 166 |
| 8                                | Anthoine Hubert     | 17  | 8   | 6   | Ret | 13  | 14  | 12  | 7   | 12  | 16  | 10  | 16  | 8   | 1   | 2   | 9  | 4   | 10  | Ret | 4   | 2   | 10 | 5   | 9  | 5   | 6   | 6   | 10  | 7   | 10  | 160 |
| 9                                | Ben Barnicoat       | 4   | Ret | 11  | 9   | 10  | 1   | 1   | 5   | 11  | 10  | 15  | 5   | 5   | Ret | DSQ | 18 | 8   | 9   | 3   | 11  | 20  | 9  | Ret | 10 | 8   | Ret | 13  | 18  | 9   | 7   | 134 |
| 10                               | Niko Kari           | 8   | 16  | 15  | 2   | Ret | 8   | 19  | 11  | 8   | 20  | 3   | 8   | 2   | 12  | Ret | 6  | 11  | 11  | 11  | 10  | 7   | 8  | 10  | 3  | 1   | 9   | Ret | 14  | 12  | 13  | 129 |
| 11                               | Sérgio Sette Câmara | 16  | 5   | 19  | 7   | 5   | 5   | 8   | 2   | Ret | 12  | 8   | 4   | Ret | Ret | 3   | 11 | 17  | 15  | 15  | Ret | 15  | 11 | 8   | 8  | Ret | 15  | 11  | 5   | 14  | 6   | 117 |
| 12                               | Mikkel Jensen       | 13  | 4   | 4   | 10  | 7   | 11  | 6   | 8   | 5   | 4   | 5   | Ret | 7   | 8   | Ret | 15 | 13  | 12  | Ret | 3   | 9   | 15 | 13  | 17 | 11  | 10  | 7   | Ret | 15  | DNS | 107 |
| 13                               | Guanyu Zhou         | 14  | 3   | 8   | 8   | 3   | 4   | 11  | Ret | Ret | 13  | 11  | 7   | Ret | 6   | 4   | 16 | 18  | 16  | 17  | 8   | 11  | 12 | 12  | 12 | 6   | 5   | 10  | 11  | 13  | 11  | 101 |
| 14                               | Alessio Lorandi     | 12  | 6   | 9   | 6   | 6   | 12  | 10  | 15  | 1   | 11  | 9   | 17  | 12  | Ret | 8   | 3  | 5   | 4   | 10  | 13  | 17  |    |     |    |     |     |     |     |     |     | 96  |
| 15                               | David Beckmann      |     |     |     |     |     |     | 17  | Ret | Ret | 7   | 7   | 12  | 10  | 13  | Ret | 10 | 7   | 3   | 7   | 16  | 10  | 13 | 6   | 13 | Ret | Ret | 9   | 12  | 3   | 18  | 67  |
| 16                               | Jake Hughes         |     |     |     |     |     |     |     |     |     |     |     |     |     |     |     |    |     |     |     |     |     |    |     |    |     |     |     | 19  | 4   | 3   | 27  |
| 17                               | Ryan Tveter         | 15  | 7   | Ret | 11  | 11  | DNS | 7   | Ret | 7   | 15  | DNS | DNS | 13  | Ret | 13  | 8  | 14  | 14  | 9   | 9   | 16  |    |     |    |     |     |     |     |     |     | 25  |
| 18                               | Harrison Newey      | 9   | Ret | 14  | 12  | 12  | 10  | 15  | Ret | 14  | 8   | 16  | 11  | 14  | Ret | 10  | 19 | 12  | 18  | 6   | 12  | 12  | 14 | 11  | 11 | 9   | 8   | Ret | 15  | 18  | 12  | 22  |
| 19                               | Pedro Piquet        | 11  | 14  | Ret | 13  | 14  | 7   | 20  | Ret | 10  | 19  | Ret | 13  | 9   | Ret | Ret | 13 | 16  | 13  | 18  | 6   | 14  | 17 | 9   | 15 | Ret | 12  | 14  | 16  | 17  | 15  | 19  |
| 20                               | Nikita Mazepin      | 19  | 12  | 10  | EX  | Ret | 13  | 16  | 13  | Ret | 14  | 17  | 14  | 11  | 11  | 11  | 17 | 15  | 17  | 12  | Ret | 8   | 16 | 14  | 16 | 13  | 11  | 15  | 8   | 10  | Ret | 10  |
| 21                               | Arjun Maini         | Ret | 13  | 16  | 14  | 15  | 15  | 18  | 10  | 9   | Ret | Ret | 18  |     |     |     |    |     |     |     |     |     |    |     |    |     |     |     |     |     |     | 3   |
| 22                               | Raoul Hyman         | 18  | 10  | 13  |     |     |     |     |     |     |     |     |     |     |     |     |    |     |     |     |     |     |    |     |    |     |     |     |     |     |     | 1   |
| 23                               | Zhi Cong Li         | 20  | 15  | 17  | 15  | Ret | 16  | Ret | 12  | Ret | 18  | DNS | DNS |     |     |     |    |     |     |     |     |     |    |     |    |     |     |     |     |     |     | 0   |
| 24                               | William Buller      |     |     |     |     |     |     |     |     |     |     |     |     | Ret | Ret | 12  |    |     |     |     |     |     |    |     |    |     |     |     |     |     |     | 0   |
| 25                               | Weiron Tan          |     |     |     |     |     |     |     |     |     | Ret | 13  | 15  |     |     |     | 20 | 19  | Ret | Ret | 15  | 18  |    |     |    |     |     |     |     |     |     | 0   |
| 26                               | Ukyo Sasahara       |     |     |     |     |     |     |     |     |     |     |     |     |     |     |     |    |     |     | 13  | Ret | 19  |    |     |    | Ret | 13  | Ret |     |     |     | 0   |
| 27                               | Wing Chung Chang    |     |     |     |     |     |     |     |     |     |     |     |     |     |     |     |    |     |     |     |     |     |    |     |    | 14  | 14  | 16  | 17  | 19  | 17  | 0   |
| Pilotos inelegibles para puntuar |                     |     |     |     |     |     |     |     |     |     |     |     |     |     |     |     |    |     |     |     |     |     |    |     |    |     |     |     |     |     |     |     |
|                                  | Alexander Sims      |     |     |     |     |     |     |     |     |     |     |     |     |     |     |     |    |     |     |     |     |     |    |     |    |     |     |     | 9   | 11  | 5   | 0   |
|                                  | Daniel Ticktum      |     |     |     |     |     |     |     |     |     |     |     |     |     |     |     |    |     |     |     |     |     |    |     |    |     |     |     | 13  | 20  | 14  | 0   |
|                                  | Lando Norris        |     |     |     |     |     |     |     |     |     |     |     |     |     |     |     |    |     |     |     |     |     |    |     |    |     |     |     | Ret | 16  | 16  | 0   |

| Color     | Resultado                                                               |
| --------- | ----------------------------------------------------------------------- |
| Oro       | Ganador                                                                 |
| Plata     | 2.ª plaza                                                               |
| Bronce    | 3.ª plaza                                                               |
| Verde     | Finalizó en los puntos                                                  |
| Azul      | Finalizó sin puntos                                                     |
| Azul      | NC - No clasificado                                                     |
| Violeta   | Ret - No terminó (Carrera)                                              |
| Rojo      | DNQ - No se clasificó                                                   |
| Negro     | DSQ - Descalificado                                                     |
| Blanco    | DNS - No empezó (carrera)                                               |
| Blanco    | WD - Retirado (fin de semana)                                           |
| Blanco    | C - Carrera cancelada                                                   |
| Sin color | DNP - Inscrito pero no participó                                        |
| Sin color | INJ - Lesionado                                                         |
| Sin color | EX - Excluido                                                           |
| Estado    | Resultado                                                               |
| Negrita   | Pole position                                                           |
| Cursiva   | Vuelta rápida                                                           |
| †         | Abandona, pero clasifica al completar el porcentaje requerido para ello |

- [1]

### Campeonato de Novatos
| Pos. | Piloto          | LEC | LEC | LEC | HUN | HUN | HUN | PAU | PAU | PAU | RBR | RBR | RBR | NOR | NOR | NOR | ZAN | ZAN | ZAN | SPA | SPA | SPA | NÜR | NÜR | NÜR | IMO | IMO | IMO | HOC | HOC | HOC | Puntos |
| ---- | --------------- | --- | --- | --- | --- | --- | --- | --- | --- | --- | --- | --- | --- | --- | --- | --- | --- | --- | --- | --- | --- | --- | --- | --- | --- | --- | --- | --- | --- | --- | --- | ------ |
| 1    | Joel Eriksson   | 6   | 9   | 3   | 3   | Ret | 2   | 14  | 9   | 6   | 17  | 10  | 6   | Ret | 5   | Ret | 12  | 10  | 7   | 14  | 2   | 1   | 7   | 3   | 6   | 3   | 2   | 5   | 6   | 2   | 2   | 470    |
| 2    | Ralf Aron       | 7   | Ret | 7   | 1   | 2   | DNS | 13  | 6   | 15  | 9   | 13  | 9   | 5   | 10  | 9   | 14  | 6   | 8   | 8   | 14  | 13  | 6   | 4   | 14  | 7   | 4   | 4   | 4   | 5   | 8   | 418    |
| 3    | Anthoine Hubert | 17  | 8   | 6   | Ret | 13  | 14  | 12  | 7   | 12  | 12  | 11  | 16  | 8   | 1   | 2   | 9   | 4   | 10  | Ret | 4   | 2   | 10  | 5   | 9   | 5   | 6   | 6   | 10  | 7   | 10  | 392    |
| 4    | Ben Barnicoat   | 4   | Ret | 11  | 9   | 10  | 1   | 1   | 5   | 11  | 10  | 15  | 5   | 6   | Ret | DSQ | 18  | 8   | 9   | 3   | 11  | 20  | 9   | Ret | 10  | 8   | Ret | 13  | 18  | 9   | 7   | 342    |
| 5    | Niko Kari       | 8   | 16  | 15  | 2   | Ret | 8   | 19  | 11  | 8   | 20  | 4   | 8   | 2   | 12  | Ret | 6   | 11  | 11  | 11  | 10  | 7   | 8   | 10  | 3   | 1   | 9   | Ret | 14  | 12  | 13  | 340    |
| 6    | Guanyu Zhou     | 14  | 3   | 8   | 8   | 3   | 4   | 11  | Ret | Ret | 14  | 12  | 7   | Ret | 6   | 4   | 16  | 18  | 16  | 17  | 8   | 11  | 1   | 12  | 12  | 6   | 5   | 10  | 11  | 13  | 11  | 304    |
| 7    | David Beckmann  |     |     |     |     |     |     | 17  | Ret | Ret | 7   | 7   | 12  | 10  | 13  | Ret | 10  | 7   | 3   | 7   | 17  | 10  | 13  | 6   | 13  | Ret | Ret | 9   | 12  | 3   | 18  | 221    |
| 8    | Harrison Newey  | 9   | Ret | 14  | 12  | 12  | 10  | 15  | Ret | 14  | 8   | 16  | 11  | Ret | Ret | 1   | 19  | 12  | 18  | 6   | 12  | 12  | 14  | 11  | 11  | 9   | 8   | Ret | 15  | 18  | 12  | 202    |
| 9    | Nikita Mazepin  | 19  | 12  | 10  | EX  | Ret | 13  | 16  | 13  | Ret | 15  | 17  | 14  | 11  | 11  | 11  | 17  | 15  | 17  | 12  | Ret | 8   | 16  | 14  | 16  | 13  | 11  | 15  | 8   | 10  | Ret | 171    |
| 10   | Ukyo Sasahara   |     |     |     |     |     |     |     |     |     |     |     |     |     |     |     |     |     |     | 13  | Ret | 19  |     |     |     | Ret | 13  | Ret |     |     |     | 12     |

| Color     | Resultado                                                               |
| --------- | ----------------------------------------------------------------------- |
| Oro       | Ganador                                                                 |
| Plata     | 2.ª plaza                                                               |
| Bronce    | 3.ª plaza                                                               |
| Verde     | Finalizó en los puntos                                                  |
| Azul      | Finalizó sin puntos                                                     |
| Azul      | NC - No clasificado                                                     |
| Violeta   | Ret - No terminó (Carrera)                                              |
| Rojo      | DNQ - No se clasificó                                                   |
| Negro     | DSQ - Descalificado                                                     |
| Blanco    | DNS - No empezó (carrera)                                               |
| Blanco    | WD - Retirado (fin de semana)                                           |
| Blanco    | C - Carrera cancelada                                                   |
| Sin color | DNP - Inscrito pero no participó                                        |
| Sin color | INJ - Lesionado                                                         |
| Sin color | EX - Excluido                                                           |
| Estado    | Resultado                                                               |
| Negrita   | Pole position                                                           |
| Cursiva   | Vuelta rápida                                                           |
| †         | Abandona, pero clasifica al completar el porcentaje requerido para ello |

- [1]

### Campeonato de Equipos
Para cada carrera, cada equipo sumaba los puntos de sus dos pilotos mejores ubicados.
| Pos. | Equipo                      | Puntos |
| ---- | --------------------------- | ------ |
| 1    | Prema Powerteam             | 780    |
| 2    | HitechGP                    | 499    |
| 3    | Motopark                    | 431    |
| 4    | Van Amersfoort Racing       | 416    |
| 5    | kfzteile24 Mücke Motorsport | 297    |
| 6    | Carlin                      | 238    |
| 7    | Threebond with T-Sport      | 32     |